# Hugo von Huller

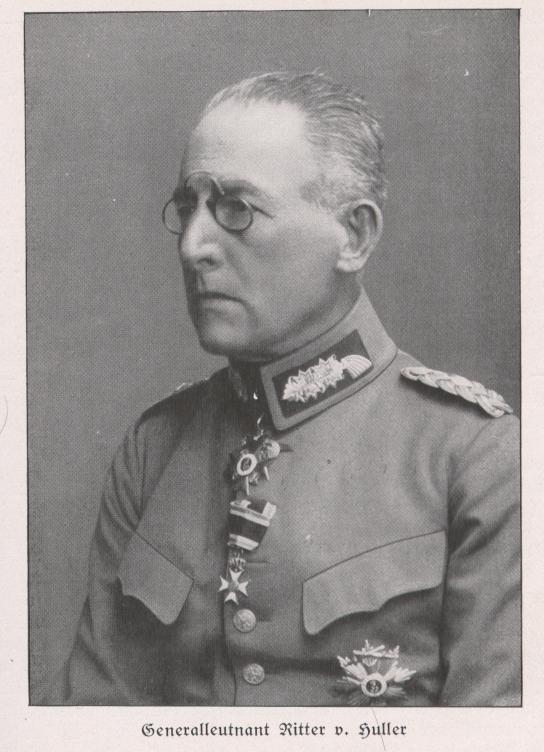
Hugo von Huller mit Max-Joseph-Orden

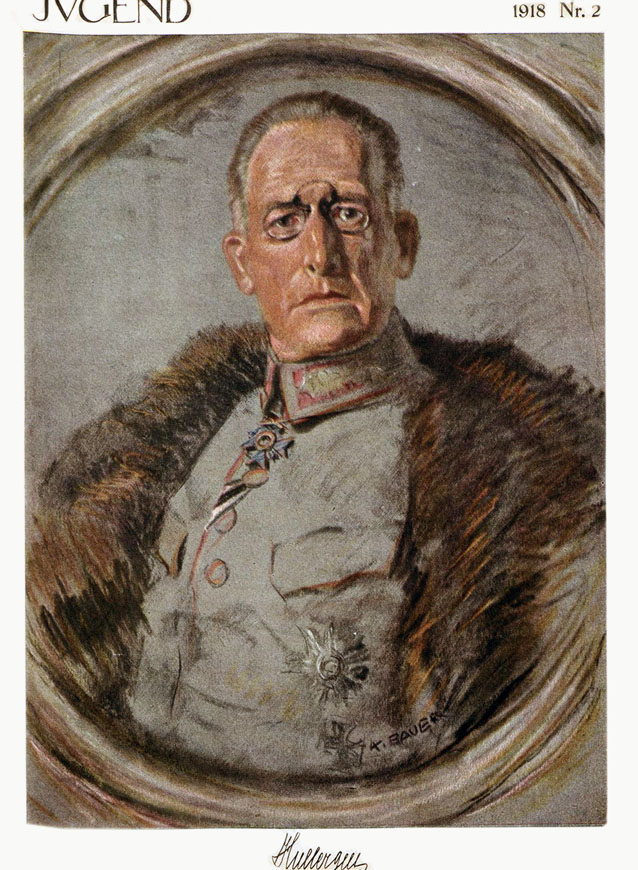
Hugo von Huller, gemalt von Karl Bauer (Titelseite der Zeitschrift Jugend. Nr. 2, 1918)

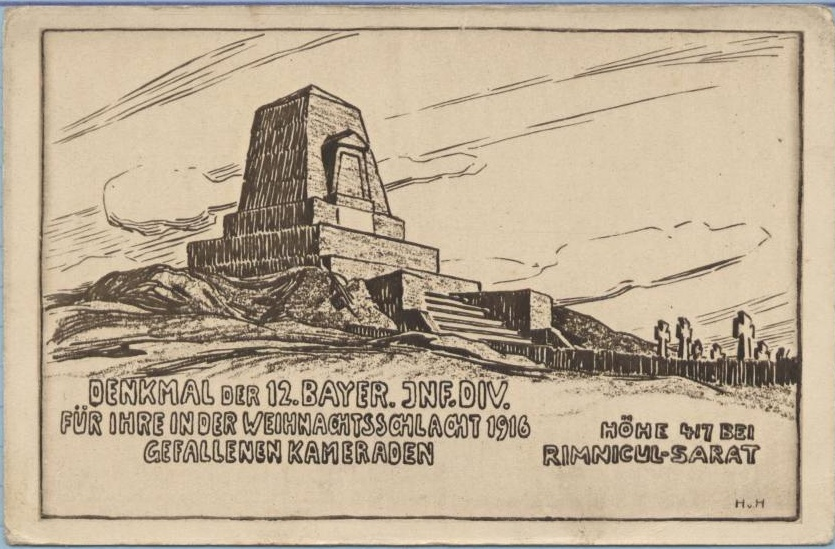
Gedenkpostkarte der 12. Bayerischen Infanterie-Division, gezeichnet und signiert vom Kommandeur Hugo von Huller, verlegt von Divisionspfarrer Jakob Weis

Hugo Huller, seit 1916 Ritter von Huller (* 26. November 1859 in München; † 12. Juli 1931 in Füssen) war ein bayerischer Generalleutnant im Ersten Weltkrieg.

## Leben

### Herkunft
Er war der Sohn des Ministerialrats Anton Huller, Direktor des Verwaltungsgerichtshofes in München, und dessen Gattin Josephine, geborene Steigerwald.

### Militärkarriere
Nach Absolvierung des Humanistischen Gymnasiums – Abitur 1878 am Maximiliansgymnasium München – trat Huller am 1. Oktober 1878 als Einjährig-Freiwilliger in das Infanterie-Leib-Regiment der Bayerischen Armee in München ein. Am 12. November 1878 wurde er in das Aktivenverhältnis übernommen. Nach dem Besuch der Kriegsschule am 13. November 1880 zum Sekondeleutnant befördert, versah Huller ab 1887 Dienst als Adjutant der Stadtkommandantur München. Mit seiner Beförderung zum Premierleutnant am 1. Oktober 1890 kam er für zwei Jahre als Adjutant zum Bezirkskommando München I. In den kommenden Jahren stieg Huller 1895 zum Hauptmann und 1903 zum Major auf. Am 8. März 1907 folgte seine Versetzung nach Metz zum Stab des 8. Infanterie-Regiments „Großherzog Friedrich II. von Baden“ und avancierte hier zum Oberstleutnant. Am 26. April 1909 übernahm Huller als frisch ernannter Oberst das Kommando über das 2. Infanterie-Regiment „Kronprinz“ in München. Am 2. September 1912 wurde er Kommandant der Bundesfestung Ulm und mit Datum vom 1. Oktober des Jahres Generalmajor.
Ab Ausbruch des Ersten Weltkrieges befehligte Huller nacheinander die 1. Gemischte Landwehr-Brigade, dann die 9. und schließlich die 11. Reserve-Infanterie-Brigade. Mit Datum vom 27. Juli 1916 wurde er Kommandeur der 12. Infanterie-Division und erhielt am 11. August des Jahres das Patent als Generalleutnant. Am 6. Juni 1917 übernahm er den Befehl über die 3. Infanterie-Division. Für die erfolgreichen Kämpfe im November und Dezember 1916 in Rumänien erhielt er das Ritterkreuz des Militär-Max-Joseph-Ordens. Mit der Verleihung war die Erhebung in den persönlichen Adelstand verbunden und er durfte sich nach der Eintragung in die Adelsmatrikel Ritter von Huller nennen. Außerdem war er für seine Leistungen während des Krieges u. a. mit beiden Klassen des Eisernen Kreuzes, mit dem Stern zum Roten Adlerorden II. Klasse mit Schwertern sowie dem Österreichischen Militärverdienstkreuz II. Klasse mit Kriegsdekoration ausgezeichnet worden.
Von 6. Januar 1918 bis Kriegsende amtierte er im besetzten Belgien als Generalgouverneur von Namur. Am 17. Januar 1919 wurde Huller zur Disposition gestellt.
Er verstarb 1931 nach kurzer schwerer Krankheit in Füssen.

### Familie
Huller war seit 23. März 1889 mit Anna, geborene Werle verheiratet. Aus der Ehe gingen ein Sohn und zwei Töchter hervor. Seine Tochter Hildegund (1889–1981) war verheiratet mit Karl Otto von Hierl-Deronco (1887–1969), dem Sohn des Kunstmalers Otto von Hierl-Deronco (1859–1935).

## Varia
Jakob Weis, Divisionspfarrer der 12. Infanterie-Division, verausgabte 1917 ein Erinnerungsbuch an die Kämpfe der Einheit in Rumänien. Das Büchlein trägt den Titel: Mit einer bayerischen Division durch Rumänien und weist nach der Titelseite die Widmung Seiner Exzellenz Herrn Generalleutnant Huller, dem Eroberer von Ploesti, dem siegreichen Führer unserer Division, ehrerbietigst zugeeignet auf.